# Arthur Berger (Konstrukteur)
Arthur Berger (* 11. Dezember 1879 in Filehne, Posen; † Oktober 1958) war Direktor und Chefkonstrukteur bei der Daimler-Benz A.-G., Stuttgart-Untertürkheim. 

## Leben
1903 machte Arthur Berger die Diplomprüfung an der Technischen Hochschule Charlottenburg und promovierte dort zum Dr.-Ing. Ende 1911 erfuhr er, dass die Firma Benz & Cie. Mannheim den Flugmotorenbau aufzunehmen beabsichtigte und dafür einen Konstrukteur suchte. Am 15. Januar 1912 konnte er dort eintreten. Als am 27. Januar 1912, dem Geburtstag des Kaisers, der Wettbewerb um den Kaiserpreis für den besten deutschen Flugmotor bekanntgegeben wurde, erkundigte er sich bei der Direktion, ob der Motor auf den Gewinn des Kaiserpreises, unter Ausnutzung der Schwächen der Ausschreibung abzielen oder gleich möglichst vollkommen sein soll. Sein wassergekühlter Vierzylindermotor Benz FX (vgl. Benz Bz III) wurde am 27. Januar 1913 mit dem Kaiser-Preis ausgezeichnet.
Nach der Verschmelzung von Benz mit Daimler war er maßgeblich an der Entwicklung der DB-600-Flugmotoren beteiligt.